# Alavieska
Alavieska là một đô thị của Phần Lan.
Đô thị này nằm ở tỉnh Oulu trong vùng Bắc Ostrobothnia. Đô thị này có dân số 2.902 với diện tích là 253,01 km² trong đó có 1,62 km² là diện tích mặt nước. Mật độ dân số là 11,5 người trên mỗi km².
Đô thị này chỉ sử dụng tiếng Phần Lan.